# Kaukonen
Kaukonen är en tätort (finska: taajama) i Kittilä kommun i landskapet Lappland i Finland. Vid tätortsavgränsningen den 31 december 2021 hade Kaukonen 242 invånare och omfattade en landareal av 1,84 kvadratkilometer.